# Винятки без правил
«Винятки без правил» (рос. «Исключения без правил») — радянський художній фільм-кіноальманах 1986 року за розповідями Михайла Мішина зі збірки оповідань «Пауза в мажорі». Прем'єра фільму на телебаченні відбулася 3 травня 1986 року.
Складається з чотирьох самостійних короткометражних фільмів-новел, які сюжетно не пов'язані один з одним, але об'єднані спільною  сатирико-  комедійною ідеєю.

## Виняток перший— «Екскурсант»
Працівник фабрики іграшок Боря Топорков випадково потрапляє в групу інтуристів, що відвідали його фабрику, і по-новому осмислює те, що стало для нього звичним. Наприклад, власний прогул на роботі або вічно триваючий біля його під'їзду ремонт каналізації з ямами.

### У ролях
- Віктор Бичков — Борис Топорков/американець Боб
- Ольга Самошина — Луїза
- Юрій Ароян — іноземець-екскурсант
- Рашель Гедалєва — епізод
- Сергій Лосєв — майстер цеху на фабриці іграшок
- Сергій Окман — епізод

### Знімальна група
- Режисер:  Віктор Бутурлін
- Сценарист: Михайло Мішин
- Оператор:  Володимир Васильєв
- Композитор: Альгірдас Паулавічюс
- Художник:  Володимир Свєтозаров

## Виняток другий «Скріпки»
Про співробітника установи Івана Семеновича Ящерова — пристосуванця і підлабузника. Його улюблене і єдине заняття — зображати «бурхливу діяльність».

### У ролях
- Олександр Галибін — Степанов Ігор Андрійович
- Геннадій Богачов — Ящеров Іван Семенович
- Ольга Волкова — секретар
- Анатолій Сливников — завгосп

### Знімальна група
- Режисери: Сергій Баранов,  Валерій Наумов
- Сценарист: Михайло Мішин
- Оператор:  Сергій Юриздицький
- Композитор: Альгірдас Паулавічюс
- Художник:  Володимир Свєтозаров

## Виняток третій— «Голос»
Про те, як інженер Валюшин, стомлений проблемами на роботі і в сім'ї, в один прекрасний ранок заговорив мовою недоречних штампів і сентенцій, які багато разів зустрічаються в статтях і передачах безталанних журналістів…

### У ролях
- Семен Фарада — Олег Іванович Валюшин
- Катерина Васильєва — дружина Валюшина
- Владислав Стржельчик — невропатолог
- Всеволод Шиловський — начальник головку
- Олександр Бєлінський — керівник лабораторії
- Грач'я Мекінян — Саркісов, керівник бригади
- Олексій Кожевников — Голубєв, інженер з бригади Валюшина
- Анатолій Сливников — пацієнт в колясці
- Анатолій Рудаков — міліціонер
- Володимир Богданов — робітник на будівництві
- Аркадій Коваль — співробітник лабораторії

### Знімальна група
- Режисер:  Володимир Бортко
- Сценарист: Михайло Мішин
- Оператор:  Анатолій Лапшов
- Композитор:  Володимир Дашкевич
- Художник:  Володимир Свєтозаров

## Виняток четвертий— «Золотий ґудзик»
Фільм про людину, яка завжди і у всьому в житті звикла керуватися тільки своїми особистими інтересами. Герой новели, Спіркін, відверто ледарює на роботі, але в пошуках втраченого «фірмового» ґудзика проявляє дива енергії та винахідливості.

### У ролях
- Семен Морозов — Дмитро Спіркін
- Євген Артем'єв — начальник Спіркина
- Тетяна Баркова — медсестра
- Володимир Богданов — робітник на будівництві
- Сергій Брянцев — епізод
- Юрій Гончаров — бульдозерист
- Ігор Добряков — лікар
- Олександр Зав'ялов  — робітник на звалищі металобрухту
- Валерій Захар'єв — лікар
- Анатолій Равикович — начальник таксомоторного парку

### Знімальна група
- Режисер:  Олександр Рогожкін
- Сценарист: Михайло Мішин
- Оператор:  Валерій Мартинов
- Композитор: Альгірдас Паулавічюс
- Художник:  Марксен Гаухман-Свердлов